# ديوي سميث
ديوي سميث (بالإنجليزية: Dewey Smith)‏ هو رائد بحار ‏ أمريكي، ولد في 24 يوليو 1972 في كيركوود في الولايات المتحدة، وتوفي في 5 مايو 2009 في Key Largo ‏ في الولايات المتحدة.